# مقام فلسفه در دوره تاریخ ایران اسلامی
مقام فلسفه در دوره تاریخ ایران اسلامی یکی از آثار رضا داوری اردکانی است که اولین بار توسط دفتر مطالعات و برنامه‌ریزی فرهنگی در سال ۱۳۵۶ انتشار یافت و بعدها تحت‌ عنوان مقام فلسفه در دورهٔ تاریخ ایران اسلامی  توسط پژوهشگاه علوم انسانی و مطالعات فرهنگی (۱۳۷۹) بازنشر شد. داوری در این کتاب به جایگاه تاریخ فلسفه در ایران دورهٔ اسلامی می‌پردازد.

## نقد و بررسی
محمدرضا جوزی  در مقاله‌ای به نقد این کتاب پرداخته است.